# Гребля на байдарках и каноэ на летних Олимпийских играх 1952
Соревнования по гребле на байдарках и каноэ на летних Олимпийских играх 1952 года проходили с 27 по 28 июля.

## Общий медальный зачёт
| Место | Страна       | Золото | Серебро | Бронза | Всего |
| ----- | ------------ | ------ | ------- | ------ | ----- |
| 1     | Финляндия    | 4      | 1       | 1      | 6     |
| 2     | Швеция       | 1      | 3       | 0      | 4     |
| 3     | Чехословакия | 1      | 1       | 1      | 3     |
| 4     | Франция      | 1      | 0       | 1      | 2     |
| 5     | Дания        | 1      | 0       | 0      | 1     |
| 5     | США          | 1      | 0       | 0      | 1     |
| 7     | Венгрия      | 0      | 2       | 1      | 3     |
| 8     | Австрия      | 0      | 1       | 1      | 2     |
| 9     | Канада       | 0      | 1       | 0      | 1     |
| 10    | Германия     | 0      | 0       | 3      | 3     |
| 11    | СССР         | 0      | 0       | 1      | 1     |

## Медалисты

### Мужчины
| Дисциплина                   | Золото                                  | Серебро                                         | Бронза                                        |
| ---------------------------- | --------------------------------------- | ----------------------------------------------- | --------------------------------------------- |
| Каноэ-одиночка — 1000 м      | Йозеф Голечек Чехословакия              | Янош Парти Венгрия                              | Олави Оянперя Финляндия                       |
| Каноэ-одиночка — 10.000 м    | Френк Хейвенс США                       | Габор Новак Венгрия                             | Альфред Йиндра Чехословакия                   |
| Каноэ-двойка — 1000 м        | Дания · Бент Педер Раш · Финн Хаунстофт | Чехословакия · Ян Брзак-Феликс · Богумил Кудрна | Германия · Эгон Древс · Вильфрид Зольтау      |
| Каноэ-двойка — 10.000 м      | Франция · Жорж Тюрлье · Жан Лоде        | Канада · Кеннет Лейн · Дональд Хаугуд           | Германия · Эгон Древс · Вильфрид Зольтау      |
| Байдарка-одиночка — 1000 м   | Герт Фредрикссон Швеция                 | Торвальд Стрёмберг Финляндия                    | Луи Гантуа Франция                            |
| Байдарка-одиночка — 10.000 м | Торвальд Стрёмберг Финляндия            | Герт Фредрикссон Швеция                         | Михель Шойер Германия                         |
| Байдарка-двойка — 1000 м     | Финляндия · Курт Вирес · Юрьё Хиетанен  | Швеция · Ларс Глассер · Ингемар Хедберг         | Австрия · Максимилиан Рауб · Херберт Видерман |
| Байдарка-двойка — 10.000 м   | Финляндия · Курт Вирес · Юрьё Хиетанен  | Швеция · Гуннар Окерлунд · Ханс Веттерстрём     | Венгрия · Ференц Варга · Йожеф Гуровитц       |

### Женщины
| Дисциплина                | Золото                 | Серебро                  | Бронза           |
| ------------------------- | ---------------------- | ------------------------ | ---------------- |
| Байдарка-одиночка — 500 м | Сильви Саймо Финляндия | Гертруде Либхарт Австрия | Нина Савина СССР |